# Елітсерія з хокею 1927—1928
Елітсерія: 1927—1928 — 1-й сезон у Елітсерії, що була на той час найвищою за рівнем клубною лігою у шведському хокеї з шайбою.
У чемпіонаті взяли участь 4 клуби. Турнір проходив у одне коло.
Переможцем змагань став клуб ІК «Йота» (Стокгольм).

## Турнірна таблиця
|   | Команда                   | І | В | Н | П | Ш       | О  |
| - | ------------------------- | - | - | - | - | ------- | -- |
| 1 | ІК «Йота» (Стокгольм)     | 6 | 5 | 0 | 1 | 24 - 15 | 10 |
| 2 | Седертельє СК             | 6 | 4 | 0 | 2 | 23 - 5  | 8  |
| 3 | «Гаммарбю» ІФ (Стокгольм) | 6 | 2 | 0 | 4 | 18 - 20 | 4  |
| 4 | Лідінге ІФ                | 6 | 1 | 0 | 5 | 13 - 32 | 2  |